# Fremifontaine
Fremifontaine é uma comuna francesa na região administrativa de Grande Leste, no departamento de Vosges. Estende-se por uma área de 9,56 km². Em 2010 a comuna tinha 465 habitantes (densidade: 48,6 hab./km²).